# Клименко Наталія Михайлівна
Клименко Наталія Михайлівна(6 лютого 1955 року с. Левків, Житомирського району Житомирської області) — українська поетеса, музеєзнавець, членкиня Національної спілки письменників України (1992).

## Життєпис
Клименко Наталія Михайлівна народилась 6 лютого 1955 року у с. Левків, Житомирського району Житомирської області. У 1977 році закінчила Київський національний університет імені Тараса Шевченка. Дочка Михайла, сестра Віталія та Петра Клименків. У 1992 році увійшла до НСПУ (1992). Працювала у Національному музеї Тараса Григоровича Шевченка на посадах: завідуючою науково-експозиційних відділів. Від 2005 року до 2012 року працювала генеральним директором музею. Наталія Михайлівна — заслужений працівник культури, керівник Музею історичного центру Києва.

## Творчість
Клименко Наталія Михайлівна перші вірші надрукувала у 1971 році у газеті «Комсомольська зірка». Її твори наповнені відчуттям ритму часу, України на межі епох. Для «Повного зібрання творів» Т. Шевченка вона упорядкувала та підготувала коментарі..

### Окремі поетичні збірки
- Біля вічного вогню. 1988
- Дзвони вічного саду. 1995
- Буймир. 2002
- Клименко Наталя. Плач за Патріархом. Видавничий дім «КМ Академія», 2002

### Друковані вірші у антологіях, журналів
- Клименко Наталя. «Плач за Князем Роси» та інші // Сама: Антологія сучасної української жіночої поезії. «Преса України», 2013 С.113-118
- Клименко Наталя. «Хроніка Майдану» // Світло спілкування. № 17, 2017 С.14-17